# Pont-de-Vaux

Pont-de-Vaux este o comună în departamentul Ain din estul Franței.